# Barkflikmossa
Barkflikmossa (Lophozia ciliata) är en bladmossart som beskrevs av Damsh., L.Söderstr. et H.Weibull. Enligt Catalogue of Life ingår Barkflikmossa i släktet flikmossor och familjen Scapaniaceae, men enligt Dyntaxa är tillhörigheten istället släktet flikmossor och familjen Lophoziaceae. Enligt den finländska rödlistan är arten nära hotad i Finland. Arten är reproducerande i Sverige. Artens livsmiljö är friska och lundartade naturmoar. Inga underarter finns listade i Catalogue of Life.